# Interlands Algerijns voetbalelftal 2010-2019
Deze pagina toont een chronologisch en gedetailleerd overzicht van de interlands die het Algerijns voetbalelftal speelt en heeft gespeeld in de periode 2010 – 2019.

## Interlands

### 2010
| Afrikaans kampioenschap voetbal |
| ------------------------------- |

|                                                                           |                                                          |       |          |                                                                                        |
| 11 januari Afrikaans kampioenschap Groep A № «onderlinge duels» 14:45 uur | Malawi                                                   | 3 – 0 | Algerije | Estádio 11 de Novembro, Luanda Toeschouwers: 1.000 Scheidsrechter: Badara Diatta (SEN) |
| 11 januari Afrikaans kampioenschap Groep A № «onderlinge duels» 14:45 uur | Russell Mwafulirwa 17' Elvis Kafoteka 35' Davi Banda 48' |       |          | Estádio 11 de Novembro, Luanda Toeschouwers: 1.000 Scheidsrechter: Badara Diatta (SEN) |

|                                                                           |      |                    |          |                                                                                          |
| 14 januari Afrikaans kampioenschap Groep A № «onderlinge duels» 17:00 uur | Mali | 0 – 1              | Algerije | Estádio 11 de Novembro, Luanda Toeschouwers: 4.000 Scheidsrechter: Muhmed Ssegonga (UGA) |
| 14 januari Afrikaans kampioenschap Groep A № «onderlinge duels» 17:00 uur |      | 43' Rafik Halliche |          | Estádio 11 de Novembro, Luanda Toeschouwers: 4.000 Scheidsrechter: Muhmed Ssegonga (UGA) |

|                                                                           |        |       |          |                                                                                        |
| 18 januari Afrikaans kampioenschap Groep A № «onderlinge duels» 17:00 uur | Angola | 0 – 0 | Algerije | Estádio 11 de Novembro, Luanda Toeschouwers: 25.000 Scheidsrechter: Jerome Damon (RSA) |
| 18 januari Afrikaans kampioenschap Groep A № «onderlinge duels» 17:00 uur |        |       |          | Estádio 11 de Novembro, Luanda Toeschouwers: 25.000 Scheidsrechter: Jerome Damon (RSA) |

|                                                                               |                                       |              |                                                             |                                                                                     |
| 24 januari Afrikaans kampioenschap Kwartfinale № «onderlinge duels» 20:30 uur | Ivoorkust                             | 2 – 3 (n.v.) | Algerije                                                    | Estádio Chimandela, Cabinda Toeschouwers: 10.000 Scheidsrechter: Eddy Maillet (SEY) |
| 24 januari Afrikaans kampioenschap Kwartfinale № «onderlinge duels» 20:30 uur | Salomon Kalou 4' Abdulkader Keita 90' |              | 40' Karim Matmour 90+1' Madjid Bougherra 92' Hameur Bouazza | Estádio Chimandela, Cabinda Toeschouwers: 10.000 Scheidsrechter: Eddy Maillet (SEY) |

|                                                                                |          |                                                                                         |        |                                                                                            |
| 28 januari Afrikaans kampioenschap Halve finale № «onderlinge duels» 20:30 uur | Algerije | 0 – 4                                                                                   | Egypte | Complexo da Sr. da Graça, Benguela Toeschouwers: 25.000 Scheidsrechter: Coffi Codjia (BEN) |
| 28 januari Afrikaans kampioenschap Halve finale № «onderlinge duels» 20:30 uur |          | 39' (pen.) Hosny Abd Rabou 65' Mohamed Zidan 81' Mohamed Abdel-Shafy 90+3' Mohamed Nagy |        | Complexo da Sr. da Graça, Benguela Toeschouwers: 25.000 Scheidsrechter: Coffi Codjia (BEN) |

|                                                                                |                   |       |          |                                                                                             |
| 30 januari Afrikaans kampioenschap Troostfinale № «onderlinge duels» 17:00 uur | Nigeria           | 1 – 0 | Algerije | Complexo da Sr. da Graça, Benguela Toeschouwers: 12.000 Scheidsrechter: Badara Diatta (SEN) |
| 30 januari Afrikaans kampioenschap Troostfinale № «onderlinge duels» 17:00 uur | Victor Obinna 55' |       |          | Complexo da Sr. da Graça, Benguela Toeschouwers: 12.000 Scheidsrechter: Badara Diatta (SEN) |

|  |  |  |  |  |  |  |  |  |

|                                                          |          |                                                           |        |                                                                                        |
| 3 maart Vriendschappelijk № «onderlinge duels» 19:15 uur | Algerije | 0 – 3                                                     | Servië | Stade 5 Juillet 1962, Algiers Toeschouwers: 60.000 Scheidsrechter: Badara Diatta (SEN) |
| 3 maart Vriendschappelijk № «onderlinge duels» 19:15 uur |          | 16' Marko Pantelić 55' Zdravko Kuzmanović 65' Zoran Tošić |        | Stade 5 Juillet 1962, Algiers Toeschouwers: 60.000 Scheidsrechter: Badara Diatta (SEN) |

|                                                         |                                                         |       |          |                                                                                             |
| 28 mei Vriendschappelijk № «onderlinge duels» 19:45 uur | Ierland                                                 | 3 – 0 | Algerije | Royal Society Showgrounds, Dublin Toeschouwers: 16.888 Scheidsrechter: Eric Braamhaar (NED) |
| 28 mei Vriendschappelijk № «onderlinge duels» 19:45 uur | Paul Green 31' Robbie Keane 52' Robbie Keane 85' (pen.) |       |          | Royal Society Showgrounds, Dublin Toeschouwers: 16.888 Scheidsrechter: Eric Braamhaar (NED) |

|                                                         |                        |       |                              |                                                                                  |
| 5 juni Vriendschappelijk № «onderlinge duels» 17:00 uur | Algerije               | 1 – 0 | Verenigde Arabische Emiraten | Playmobil-Stadion, Fürth Toeschouwers: 13.000 Scheidsrechter: Peter Sippel (GER) |
| 5 juni Vriendschappelijk № «onderlinge duels» 17:00 uur | Karim Ziani 50' (pen.) |       |                              | Playmobil-Stadion, Fürth Toeschouwers: 13.000 Scheidsrechter: Peter Sippel (GER) |

| Wereldkampioenschap voetbal 2010 |
| -------------------------------- |

|                                                                            |          |                  |          |                                                                                          |
| 13 juni Wereldkampioenschap voetbal Groep C № «onderlinge duels» 13:30 uur | Algerije | 0 – 1            | Slovenië | Peter Mokaba Stadion, Polokwane Toeschouwers: 30.325 Scheidsrechter: Carlos Batres (GUA) |
| 13 juni Wereldkampioenschap voetbal Groep C № «onderlinge duels» 13:30 uur |          | 79' Robert Koren |          | Peter Mokaba Stadion, Polokwane Toeschouwers: 30.325 Scheidsrechter: Carlos Batres (GUA) |

|                                                                            |          |       |          |                                                                                       |
| 18 juni Wereldkampioenschap voetbal Groep C № «onderlinge duels» 20:30 uur | Engeland | 0 – 0 | Algerije | Groenpuntstadion, Kaapstad Toeschouwers: 64.100 Scheidsrechter: Ravshan Irmatov (UZB) |
| 18 juni Wereldkampioenschap voetbal Groep C № «onderlinge duels» 20:30 uur |          |       |          | Groenpuntstadion, Kaapstad Toeschouwers: 64.100 Scheidsrechter: Ravshan Irmatov (UZB) |

|                                                                            |                      |       |          |                                                                                         |
| 23 juni Wereldkampioenschap voetbal Groep C № «onderlinge duels» 16:00 uur | Verenigde Staten     | 1 – 0 | Algerije | Loftus Versfeld, Pretoria Toeschouwers: 35.827 Scheidsrechter: Frank De Bleeckere (BEL) |
| 23 juni Wereldkampioenschap voetbal Groep C № «onderlinge duels» 16:00 uur | Landon Donovan 90+1' |       |          | Loftus Versfeld, Pretoria Toeschouwers: 35.827 Scheidsrechter: Frank De Bleeckere (BEL) |

|  |  |  |  |  |  |  |  |  |

|                                                              |                    |       |                                                 |                                                                                          |
| 11 augustus Vriendschappelijk № «onderlinge duels» 20:30 uur | Algerije           | 1 – 2 | Gabon                                           | Stade 5 Juillet 1962, Algiers Toeschouwers: 25.000 Scheidsrechter: Khalil Rouaissi (MAR) |
| 11 augustus Vriendschappelijk № «onderlinge duels» 20:30 uur | Rafik Djebbour 85' |       | 35' Daniel Cousin 55' Pierre-Emerick Aubameyang | Stade 5 Juillet 1962, Algiers Toeschouwers: 25.000 Scheidsrechter: Khalil Rouaissi (MAR) |

|                                                                         |                        |       |                   |                                                                                        |
| 3 september Kwalificatie AK 2012 Groep D № «onderlinge duels» 20:00 uur | Algerije               | 1 – 1 | Tanzania          | Stade Mustapha Tchaker, Blida Toeschouwers: 35.000 Scheidsrechter: Kokou Djaoupe (TOG) |
| 3 september Kwalificatie AK 2012 Groep D № «onderlinge duels» 20:00 uur | Adlène Guedioura 45+1' |       | 32' Idrisa Rajabu | Stade Mustapha Tchaker, Blida Toeschouwers: 35.000 Scheidsrechter: Kokou Djaoupe (TOG) |

|                                                                        |                                           |       |          | |
| 10 oktober Kwalificatie AK 2012 Groep D № «onderlinge duels» 17:00 uur | Centraal-Afrikaanse Republiek             | 2 – 0 | Algerije | Complexe Sportif Barthélémy Boganda, Bangui Toeschouwers: 22.000 Scheidsrechter: Helder Martins de Carvalho (ANG) |
| 10 oktober Kwalificatie AK 2012 Groep D № «onderlinge duels» 17:00 uur | Charly Dopekoulouyen 81' Hilaire Momi 86' |       |          | Complexe Sportif Barthélémy Boganda, Bangui Toeschouwers: 22.000 Scheidsrechter: Helder Martins de Carvalho (ANG) |

|                                                              |           |       |          |                                                                                      |
| 17 november Vriendschappelijk № «onderlinge duels» 19:15 uur | Luxemburg | 0 – 0 | Algerije | Stade Josy Barthel, Luxemburg Toeschouwers: 7.033 Scheidsrechter: Peter Sippel (GER) |
| 17 november Vriendschappelijk № «onderlinge duels» 19:15 uur |           |       |          | Stade Josy Barthel, Luxemburg Toeschouwers: 7.033 Scheidsrechter: Peter Sippel (GER) |

### 2011
|                                                                      |          |                        |         |                                                                                                  |
| 27 maart Kwalificatie AK 2012 Groep D № «onderlinge duels» 20:30 uur | Algerije | 1 – 0                  | Marokko | Stade 5 Juillet 1962, Algiers Toeschouwers: 50.000 Scheidsrechter: Rajindraparsad Seechurn (MRI) |
| 27 maart Kwalificatie AK 2012 Groep D № «onderlinge duels» 20:30 uur |          | 6' (pen.) Hassan Yebda |         | Stade 5 Juillet 1962, Algiers Toeschouwers: 50.000 Scheidsrechter: Rajindraparsad Seechurn (MRI) |

|                                                                    |                                                                               |       |          |                                                                                          |
| 4 juni Kwalificatie AK 2012 Groep D № «onderlinge duels» 21:00 uur | Marokko                                                                       | 4 – 0 | Algerije | Stade de Marrakech, Marrakesh Toeschouwers: 45.000 Scheidsrechter: Noumandiez Doué (CIV) |
| 4 juni Kwalificatie AK 2012 Groep D № «onderlinge duels» 21:00 uur | Mehdi Benatia 26' Marouane Chamakh 38' Youssouf Hadji 60' Oussama Assaïdi 69' |       |          | Stade de Marrakech, Marrakesh Toeschouwers: 45.000 Scheidsrechter: Noumandiez Doué (CIV) |

|                                                                         |                       |       |                    | |
| 3 september Kwalificatie AK 2012 Groep D № «onderlinge duels» 14:00 uur | Tanzania              | 1 – 1 | Algerije           | Old National Stadium, Dar es Salaam Toeschouwers: 25.000 Scheidsrechter: Lemghaifry Ould Ali (MTN) |
| 3 september Kwalificatie AK 2012 Groep D № «onderlinge duels» 14:00 uur | Mbwana Aly Samata 22' |       | 56' Hameur Bouazza | Old National Stadium, Dar es Salaam Toeschouwers: 25.000 Scheidsrechter: Lemghaifry Ould Ali (MTN) |

|                                                                       |                                 |       |                               |                                                                                       |
| 9 oktober Kwalificatie AK 2012 Groep D № «onderlinge duels» 20:30 uur | Algerije                        | 2 – 0 | Centraal-Afrikaanse Republiek | Stade 5 Juillet 1962, Algiers Toeschouwers: 50.000 Scheidsrechter: Ousmane Fall (SEN) |
| 9 oktober Kwalificatie AK 2012 Groep D № «onderlinge duels» 20:30 uur | Hassan Yebda 2' Foued Kadir 30' |       |                               | Stade 5 Juillet 1962, Algiers Toeschouwers: 50.000 Scheidsrechter: Ousmane Fall (SEN) |

|                                                              |                    |       |         |                                                                                            |
| 12 november Vriendschappelijk № «onderlinge duels» 17:00 uur | Algerije           | 1 – 0 | Tunesië | Stade Mustapha Tchaker, Blida Toeschouwers: 25.000 Scheidsrechter: Abdallah Laachiri (MAR) |
| 12 november Vriendschappelijk № «onderlinge duels» 17:00 uur | Ryad Boudebouz 42' |       |         | Stade Mustapha Tchaker, Blida Toeschouwers: 25.000 Scheidsrechter: Abdallah Laachiri (MAR) |

### 2012
|                                                                              |                    |       |                                       |                                                                                        |
| 29 februari Kwalificatie AK 2013 Eerste ronde № «onderlinge duels» 16:30 uur | Gambia             | 1 – 2 | Algerije                              | Independence Stadium, Bakau Toeschouwers: 40.000 Scheidsrechter: Koman Coulibaly (MLI) |
| 29 februari Kwalificatie AK 2013 Eerste ronde № «onderlinge duels» 16:30 uur | Momodou Ceesay 26' |       | 54' Anthar Yahia 57' Sofiane Féghouli | Independence Stadium, Bakau Toeschouwers: 40.000 Scheidsrechter: Koman Coulibaly (MLI) |

|                                                         |                                                                    |       |       |                                                                                         |
| 26 mei Vriendschappelijk № «onderlinge duels» 20:30 uur | Algerije                                                           | 3 – 0 | Niger | Stade Mustapha Tchaker, Blida Toeschouwers: 33.000 Scheidsrechter: Youssef Sraïri (TUN) |
| 26 mei Vriendschappelijk № «onderlinge duels» 20:30 uur | William N'Gounou 33' (e.d.) Rafik Djebbour 38' El Arbi Soudani 82' |       |       | Stade Mustapha Tchaker, Blida Toeschouwers: 33.000 Scheidsrechter: Youssef Sraïri (TUN) |

|                                                                    |                                                                                |       |        |                                                                                         |
| 2 juni Kwalificatie WK 2014 Groep H № «onderlinge duels» 20:30 uur | Algerije                                                                       | 4 – 0 | Rwanda | Stade Mustapha Tchaker, Blida Toeschouwers: 20.000 Scheidsrechter: Bakary Gassama (GAM) |
| 2 juni Kwalificatie WK 2014 Groep H № «onderlinge duels» 20:30 uur | Sofiane Féghouli 26' El Arbi Soudani 31' Islam Slimani 79' El Arbi Soudani 82' |       |        | Stade Mustapha Tchaker, Blida Toeschouwers: 20.000 Scheidsrechter: Bakary Gassama (GAM) |

|                                                                     |                                        |       |                  |                                                                                       |
| 10 juni Kwalificatie WK 2014 Groep H № «onderlinge duels» 20:00 uur | Mali                                   | 2 – 1 | Algerije         | Stade du 4 aout, Ouagadougou Toeschouwers: 5.847 Scheidsrechter: Daniel Bennett (RSA) |
| 10 juni Kwalificatie WK 2014 Groep H № «onderlinge duels» 20:00 uur | Mahamadou N'Diaye 30' Modibo Maïga 81' |       | 6' Islam Slimani | Stade du 4 aout, Ouagadougou Toeschouwers: 5.847 Scheidsrechter: Daniel Bennett (RSA) |

|                                                                     |                                        |       |                  |                                                                                       |
| 10 juni Kwalificatie WK 2014 Groep H № «onderlinge duels» 20:00 uur | Mali                                   | 2 – 1 | Algerije         | Stade du 4 aout, Ouagadougou Toeschouwers: 5.847 Scheidsrechter: Daniel Bennett (RSA) |
| 10 juni Kwalificatie WK 2014 Groep H № «onderlinge duels» 20:00 uur | Mahamadou N'Diaye 30' Modibo Maïga 81' |       | 6' Islam Slimani | Stade du 4 aout, Ouagadougou Toeschouwers: 5.847 Scheidsrechter: Daniel Bennett (RSA) |

|                                                                          |                                                                       |       |                    |                                                                                      |
| 15 juni Kwalificatie AK 2013 Eerste ronde № «onderlinge duels» 20:20 uur | Algerije                                                              | 4 – 1 | Gambia             | Stade Mustapha Tchaker, Blida Toeschouwers: 33.000 Scheidsrechter: Slim Jedidi (TUN) |
| 15 juni Kwalificatie AK 2013 Eerste ronde № «onderlinge duels» 20:20 uur | Foued Kadir 1' Islam Slimani 6' Islam Slimani 49' El Arbi Soudani 66' |       | 15' Saihou Gassama | Stade Mustapha Tchaker, Blida Toeschouwers: 33.000 Scheidsrechter: Slim Jedidi (TUN) |

|                                                                              |       |                     |          |                                                                                      |
| 9 september Kwalificatie AK 2013 Tweede ronde № «onderlinge duels» 18:00 uur | Libië | 0 – 1               | Algerije | Stade Mohamed V, Casablanca Toeschouwers: 30.000 Scheidsrechter: Badara Diatta (SEN) |
| 9 september Kwalificatie AK 2013 Tweede ronde № «onderlinge duels» 18:00 uur |       | 88' El Arbi Soudani |          | Stade Mohamed V, Casablanca Toeschouwers: 30.000 Scheidsrechter: Badara Diatta (SEN) |

|                                                                             |          |                                     |       |                                                                                             |
| 14 oktober Kwalificatie AK 2013 Tweede ronde № «onderlinge duels» 20:30 uur | Algerije | 2 – 0                               | Libië | Stade Mustapha Tchaker, Blida Toeschouwers: 15.000 Scheidsrechter: Aboubacar Bangoura (GUI) |
| 14 oktober Kwalificatie AK 2013 Tweede ronde № «onderlinge duels» 20:30 uur |          | El Arbi Soudani 5' Islam Slimani 7' |       | Stade Mustapha Tchaker, Blida Toeschouwers: 15.000 Scheidsrechter: Aboubacar Bangoura (GUI) |

|                                                              |          |                     |                |                                                                                          |
| 14 november Vriendschappelijk № «onderlinge duels» 20:45 uur | Algerije | 0 – 1               | Bosnië en Her. | Stade 5 Juillet 1962, Algiers Toeschouwers: 30.000 Scheidsrechter: Koman Coulibaly (MLI) |
| 14 november Vriendschappelijk № «onderlinge duels» 20:45 uur |          | 90+3' Muamer Svraka |                | Stade 5 Juillet 1962, Algiers Toeschouwers: 30.000 Scheidsrechter: Koman Coulibaly (MLI) |

### 2013
|                                                             |             |       |          |                                                                                    |
| 12 januari Vriendschappelijk № «onderlinge duels» 18:15 uur | Zuid-Afrika | 0 – 0 | Algerije | Orlandostadion, Johannesburg Toeschouwers: 14.558 Scheidsrechter: Osias Koto (LES) |
| 12 januari Vriendschappelijk № «onderlinge duels» 18:15 uur |             |       |          | Orlandostadion, Johannesburg Toeschouwers: 14.558 Scheidsrechter: Osias Koto (LES) |

| Afrikaans kampioenschap voetbal |
| ------------------------------- |

|                                                                           |                      |       |          |                                                                                            |
| 22 januari Afrikaans kampioenschap Groep D № «onderlinge duels» 20:00 uur | Tunesië              | 1 – 0 | Algerije | Royal Bafokengstadion, Rustenburg Toeschouwers: 8.000 Scheidsrechter: Bakary Gassama (GAM) |
| 22 januari Afrikaans kampioenschap Groep D № «onderlinge duels» 20:00 uur | Youssef Msakni 90+1' |       |          | Royal Bafokengstadion, Rustenburg Toeschouwers: 8.000 Scheidsrechter: Bakary Gassama (GAM) |

|                                                                           |          |                                       |      |                                                                                                  |
| 26 januari Afrikaans kampioenschap Groep D № «onderlinge duels» 20:00 uur | Algerije | 0 – 2                                 | Togo | Royal Bafokengstadion, Rustenburg Toeschouwers: 25.000 Scheidsrechter: Hamada Nampiandraza (MAD) |
| 26 januari Afrikaans kampioenschap Groep D № «onderlinge duels» 20:00 uur |          | 31' Emmanuel Adebayor 90+3' Dové Womé |      | Royal Bafokengstadion, Rustenburg Toeschouwers: 25.000 Scheidsrechter: Hamada Nampiandraza (MAD) |

|                                                                           |                                                 |       |                                     |                                                                                                |
| 30 januari Afrikaans kampioenschap Groep D № «onderlinge duels» 19:00 uur | Algerije                                        | 2 – 2 | Ivoorkust                           | Royal Bafokengstadion, Rustenburg Toeschouwers: 5.000 Scheidsrechter: Eric Otogo-Castane (GAB) |
| 30 januari Afrikaans kampioenschap Groep D № «onderlinge duels» 19:00 uur | Sofiane Féghouli 64' (pen.) El Arbi Soudani 70' |       | 78' Didier Drogba 80' Wilfried Bony | Royal Bafokengstadion, Rustenburg Toeschouwers: 5.000 Scheidsrechter: Eric Otogo-Castane (GAB) |

|  |  |  |  |  |  |  |  |  |

|                                                                      |                                                            |       |                  |                                                                                                  |
| 26 maart Kwalificatie WK 2014 Groep H № «onderlinge duels» 19:30 uur | Algerije                                                   | 3 – 1 | Benin            | Stade Mustapha Tchaker, Blida Toeschouwers: 32.000 Scheidsrechter: Rajindraparsad Seechurn (MRI) |
| 26 maart Kwalificatie WK 2014 Groep H № «onderlinge duels» 19:30 uur | Sofiane Féghouli 10' Saphir Taïder 59' Islam Slimani 90+2' |       | 26' Rudy Gestede | Stade Mustapha Tchaker, Blida Toeschouwers: 32.000 Scheidsrechter: Rajindraparsad Seechurn (MRI) |

|                                                         |                   |       |            |                                                                                       |
| 25 mei Vriendschappelijk № «onderlinge duels» 17:45 uur | Algerije          | 1 – 0 | Mauritanië | Stade Mustapha Tchaker, Blida Toeschouwers: 30.000 Scheidsrechter: Hicham Tiazi (MAR) |
| 25 mei Vriendschappelijk № «onderlinge duels» 17:45 uur | Islam Slimani 60' |       |            | Stade Mustapha Tchaker, Blida Toeschouwers: 30.000 Scheidsrechter: Hicham Tiazi (MAR) |

|                                                         |                                       |       |              |                                                                                            |
| 2 juni Vriendschappelijk № «onderlinge duels» 17:00 uur | Algerije                              | 2 – 0 | Burkina Faso | Stade Mustapha Tchaker, Blida Toeschouwers: 30.000 Scheidsrechter: Nasrallah Jaouadi (TUN) |
| 2 juni Vriendschappelijk № «onderlinge duels» 17:00 uur | El Arbi Soudani 34' Islam Slimani 55' |       |              | Stade Mustapha Tchaker, Blida Toeschouwers: 30.000 Scheidsrechter: Nasrallah Jaouadi (TUN) |

|                                                                    |                  |       |                                                      |                                                                                           |
| 9 juni Kwalificatie WK 2014 Groep H № «onderlinge duels» 16:00 uur | Benin            | 1 – 3 | Algerije                                             | Stade Charles de Gaulle, Porto-Novo Toeschouwers: 8.000 Scheidsrechter: Sidi Alioum (CMR) |
| 9 juni Kwalificatie WK 2014 Groep H № «onderlinge duels» 16:00 uur | Rudy Gestede 31' |       | 38' Islam Slimani 42' Islam Slimani 78' Nabil Ghilas | Stade Charles de Gaulle, Porto-Novo Toeschouwers: 8.000 Scheidsrechter: Sidi Alioum (CMR) |

|                                                                     |        |                   |          |                                                                                 |
| 16 juni Kwalificatie WK 2014 Groep H № «onderlinge duels» 15:30 uur | Rwanda | 0 – 1             | Algerije | Stade Amahoro, Kigali Toeschouwers: 15.000 Scheidsrechter: Yakhouba Keita (GUI) |
| 16 juni Kwalificatie WK 2014 Groep H № «onderlinge duels» 15:30 uur |        | 52' Saphir Taïder |          | Stade Amahoro, Kigali Toeschouwers: 15.000 Scheidsrechter: Yakhouba Keita (GUI) |

|                                                              |                                             |       |                                 |                                                                                              |
| 14 augustus Vriendschappelijk № «onderlinge duels» 20:30 uur | Algerije                                    | 2 – 2 | Guinee                          | Stade Mustapha Tchaker, Blida Toeschouwers: 30.000 Scheidsrechter: Lemghaifry Ould Ali (MTN) |
| 14 augustus Vriendschappelijk № «onderlinge duels» 20:30 uur | Adlène Guédioura 11' Abdelmoumen Djabou 23' |       | 56' Salim Cissé 61' Salim Cissé | Stade Mustapha Tchaker, Blida Toeschouwers: 30.000 Scheidsrechter: Lemghaifry Ould Ali (MTN) |

|                                                                          |                     |       |      |                                                                                             |
| 10 september Kwalificatie WK 2014 Groep H № «onderlinge duels» 20:30 uur | Algerije            | 1 – 0 | Mali | Stade Mustapha Tchaker, Blida Toeschouwers: 23.500 Scheidsrechter: Eric Otogo-Castane (GAB) |
| 10 september Kwalificatie WK 2014 Groep H № «onderlinge duels» 20:30 uur | El Arbi Soudani 51' |       |      | Stade Mustapha Tchaker, Blida Toeschouwers: 23.500 Scheidsrechter: Eric Otogo-Castane (GAB) |

|                                                                            |                                                                       |       |                                       |                                                                                       |
| 12 oktober Kwalificatie WK 2014 Derde ronde № «onderlinge duels» 17:00 uur | Burkina Faso                                                          | 3 – 2 | Algerije                              | Stade du 4 aout, Ouagadougou Toeschouwers: 31.000 Scheidsrechter: Janny Sikazwe (ZAM) |
| 12 oktober Kwalificatie WK 2014 Derde ronde № «onderlinge duels» 17:00 uur | Jonathan Pitroipa 45+2' Djakaridja Koné 65' Aristide Bancé 86' (pen.) |       | 50' Sofiane Féghouli 68' Carl Medjani | Stade du 4 aout, Ouagadougou Toeschouwers: 31.000 Scheidsrechter: Janny Sikazwe (ZAM) |

|                                                                             |                      |       |              |                                                                                        |
| 19 november Kwalificatie WK 2014 Derde ronde № «onderlinge duels» 19:15 uur | Algerije             | 1 – 0 | Burkina Faso | Stade Mustapha Tchaker, Blida Toeschouwers: 35.000 Scheidsrechter: Badara Diatta (SEN) |
| 19 november Kwalificatie WK 2014 Derde ronde № «onderlinge duels» 19:15 uur | Madjid Bougherra 49' |       |              | Stade Mustapha Tchaker, Blida Toeschouwers: 35.000 Scheidsrechter: Badara Diatta (SEN) |

### 2014
|                                                          |                                       |       |          |                                                                                      |
| 5 maart Vriendschappelijk № «onderlinge duels» 18:00 uur | Algerije                              | 2 – 0 | Slovenië | Stade Mustapha Tchaker, Blida Toeschouwers: 16.000 Scheidsrechter: Sidi Alioum (CMR) |
| 5 maart Vriendschappelijk № «onderlinge duels» 18:00 uur | El Arbi Soudani 45' Saphir Taïder 56' |       |          | Stade Mustapha Tchaker, Blida Toeschouwers: 16.000 Scheidsrechter: Sidi Alioum (CMR) |

|                                                         |                                                        |       |                    |                                                                                   |
| 31 mei Vriendschappelijk № «onderlinge duels» 17:00 uur | Algerije                                               | 3 – 1 | Armenië            | Stade de Tourbillon, Sion Toeschouwers: 15.000 Scheidsrechter: Sascha Amhof (SUI) |
| 31 mei Vriendschappelijk № «onderlinge duels» 17:00 uur | Essaïd Belkalem 14' Nabil Ghilas 22' Islam Slimani 41' |       | 46' Artur Sarkisov | Stade de Tourbillon, Sion Toeschouwers: 15.000 Scheidsrechter: Sascha Amhof (SUI) |

|                                                         |                                        |       |                       |                                                                                 |
| 4 juni Vriendschappelijk № «onderlinge duels» 20:30 uur | Algerije                               | 2 – 1 | Roemenië              | Stade de Genève, Lancy Toeschouwers: 15.600 Scheidsrechter: Nikolaj Hänni (SUI) |
| 4 juni Vriendschappelijk № «onderlinge duels» 20:30 uur | Nabil Bentaleb 22' El Arbi Soudani 66' |       | 28' Alexandru Chipciu | Stade de Genève, Lancy Toeschouwers: 15.600 Scheidsrechter: Nikolaj Hänni (SUI) |

| Wereldkampioenschap voetbal 2014 |
| -------------------------------- |

|                                                                            |                                         |       |                             |                                                                                     |
| 17 juni Wereldkampioenschap voetbal Groep H № «onderlinge duels» 13:00 uur | België                                  | 2 – 1 | Algerije                    | Mineirão, Belo Horizonte Toeschouwers: 56.800 Scheidsrechter: Marco Rodríguez (MEX) |
| 17 juni Wereldkampioenschap voetbal Groep H № «onderlinge duels» 13:00 uur | Marouane Fellaini 70' Dries Mertens 80' |       | 25' (pen.) Sofiane Féghouli | Mineirão, Belo Horizonte Toeschouwers: 56.800 Scheidsrechter: Marco Rodríguez (MEX) |

|                                                                            |                                    |       |                                                                                 |                                                                                          |
| 22 juni Wereldkampioenschap voetbal Groep H № «onderlinge duels» 16:00 uur | Zuid-Korea                         | 2 – 4 | Algerije                                                                        | Estádio Beira-Rio, Porto Alegre Toeschouwers: 42.000 Scheidsrechter: Wilmar Roldán (COL) |
| 22 juni Wereldkampioenschap voetbal Groep H № «onderlinge duels» 16:00 uur | Son Heung-min 50' Koo Ja-cheol 72' |       | 26' Islam Slimani 28' Rafik Halliche 38' Abdelmoumene Djabou 62' Yacine Brahimi | Estádio Beira-Rio, Porto Alegre Toeschouwers: 42.000 Scheidsrechter: Wilmar Roldán (COL) |

|                                                                            |                   |       |                      |                                                                                    |
| 26 juni Wereldkampioenschap voetbal Groep H № «onderlinge duels» 17:00 uur | Algerije          | 1 – 1 | Rusland              | Arena da Baixada, Curitiba Toeschouwers: 39.311 Scheidsrechter: Cüneyt Çakır (TUR) |
| 26 juni Wereldkampioenschap voetbal Groep H № «onderlinge duels» 17:00 uur | Islam Slimani 60' |       | 6' Aleksandr Kokorin | Arena da Baixada, Curitiba Toeschouwers: 39.311 Scheidsrechter: Cüneyt Çakır (TUR) |

|                                                                                   |                                    |              |                            |                                                                                         |
| 30 juni Wereldkampioenschap voetbal Achtste finale № «onderlinge duels» 17:00 uur | Duitsland                          | 2 – 1 (n.v.) | Algerije                   | Estádio Beira-Rio, Porto Alegre Toeschouwers: 43.063 Scheidsrechter: Sandro Ricci (BRA) |
| 30 juni Wereldkampioenschap voetbal Achtste finale № «onderlinge duels» 17:00 uur | André Schürrle 92' Mesut Özil 120' |              | 120+1' Abdelmoumene Djabou | Estádio Beira-Rio, Porto Alegre Toeschouwers: 43.063 Scheidsrechter: Sandro Ricci (BRA) |

|  |  |  |  |  |  |  |  |  |

|                                                                         |                         |       |                                        |                                                                                            |
| 6 september Kwalificatie AK 2015 Groep B № «onderlinge duels» 14:00 uur | Ethiopië                | 1 – 2 | Algerije                               | Addis Ababastadion, Addis Ababa Toeschouwers: 35.000 Scheidsrechter: Bernard Camille (SEY) |
| 6 september Kwalificatie AK 2015 Groep B № «onderlinge duels» 14:00 uur | Saladin Said 90' (pen.) |       | 35' El Arbi Soudani 84' Yacine Brahimi | Addis Ababastadion, Addis Ababa Toeschouwers: 35.000 Scheidsrechter: Bernard Camille (SEY) |

|                                                                          |                  |       |      |                                                                                      |
| 10 september Kwalificatie AK 2015 Groep B № «onderlinge duels» 20:30 uur | Algerije         | 1 – 0 | Mali | Stade Mustapha Tchaker, Blida Toeschouwers: 33.000 Scheidsrechter: Sidi Alioum (CMR) |
| 10 september Kwalificatie AK 2015 Groep B № «onderlinge duels» 20:30 uur | Carl Medjani 83' |       |      | Stade Mustapha Tchaker, Blida Toeschouwers: 33.000 Scheidsrechter: Sidi Alioum (CMR) |

|                                                                        |        |                                      |          |                                                                                 |
| 11 oktober Kwalificatie AK 2015 Groep B № «onderlinge duels» 13:30 uur | Malawi | 0 – 2                                | Algerije | Kamazustadion, Blantyre Toeschouwers: 40.000 Scheidsrechter: Víctor Gomes (RSA) |
| 11 oktober Kwalificatie AK 2015 Groep B № «onderlinge duels» 13:30 uur |        | 10' Rafik Halliche 90' Djamel Mesbah |          | Kamazustadion, Blantyre Toeschouwers: 40.000 Scheidsrechter: Víctor Gomes (RSA) |

|                                                                        |                                                      |       |        |                                                                                           |
| 15 oktober Kwalificatie AK 2015 Groep B № «onderlinge duels» 20:30 uur | Algerije                                             | 3 – 0 | Malawi | Stade Mustapha Tchaker, Blida Toeschouwers: 30.000 Scheidsrechter: Mohamed El Fadil (SUD) |
| 15 oktober Kwalificatie AK 2015 Groep B № «onderlinge duels» 20:30 uur | Yacine Brahimi 1' Riyad Mahrez 45' Islam Slimani 54' |       |        | Stade Mustapha Tchaker, Blida Toeschouwers: 30.000 Scheidsrechter: Mohamed El Fadil (SUD) |

|                                                                         |                                                          |       |                 |                                                                                              |
| 15 november Kwalificatie AK 2015 Groep B № «onderlinge duels» 19:30 uur | Algerije                                                 | 3 – 1 | Ethiopië        | Stade Mustapha Tchaker, Blida Toeschouwers: 17.000 Scheidsrechter: Lemghaifry Ould Ali (MTN) |
| 15 november Kwalificatie AK 2015 Groep B № «onderlinge duels» 19:30 uur | Sofiane Féghouli 32' Riyad Mahrez 40' Yacine Brahimi 44' |       | 21' Oumed Oukri | Stade Mustapha Tchaker, Blida Toeschouwers: 17.000 Scheidsrechter: Lemghaifry Ould Ali (MTN) |

|                                                                         |                                               |       |          |                                                                                    |
| 19 november Kwalificatie AK 2015 Groep B № «onderlinge duels» 16:00 uur | Mali                                          | 2 – 0 | Algerije | Stade du 26 mars, Bamako Toeschouwers: 27.000 Scheidsrechter: Joseph Lamptey (GHA) |
| 19 november Kwalificatie AK 2015 Groep B № «onderlinge duels» 16:00 uur | Seydou Keita 28' (pen.) Mustapha Yatabaré 51' |       |          | Stade du 26 mars, Bamako Toeschouwers: 27.000 Scheidsrechter: Joseph Lamptey (GHA) |

### 2015
|                                                             |                  |       |                       |                                                                                      |
| 11 januari Vriendschappelijk № «onderlinge duels» 17:00 uur | Tunesië          | 1 – 1 | Algerije              | Olympisch Stadion, Radès Toeschouwers: 50.000 Scheidsrechter: Hicham Ait Abbou (MAR) |
| 11 januari Vriendschappelijk № «onderlinge duels» 17:00 uur | Wahbi Khazri 44' |       | 39' Liassine Cadamuro | Olympisch Stadion, Radès Toeschouwers: 50.000 Scheidsrechter: Hicham Ait Abbou (MAR) |

| Afrikaans kampioenschap |
| ----------------------- |

|                                                                           |                                                                    |       |                 |                                                                                        |
| 19 januari Afrikaans kampioenschap Groep C № «onderlinge duels» 20:00 uur | Algerije                                                           | 3 – 1 | Zuid-Afrika     | Estadio de Mongomo, Mongomo Toeschouwers: 12.788 Scheidsrechter: Noumandiez Doué (CIV) |
| 19 januari Afrikaans kampioenschap Groep C № «onderlinge duels» 20:00 uur | Thulani Hlatshwayo 68' (e.d.) Faouzi Ghoulam 73' Islam Slimani 84' |       | 51' Thuso Phala | Estadio de Mongomo, Mongomo Toeschouwers: 12.788 Scheidsrechter: Noumandiez Doué (CIV) |

|                                                                           |                    |       |          |                                                                                        |
| 23 januari Afrikaans kampioenschap Groep C № «onderlinge duels» 17:00 uur | Ghana              | 1 – 0 | Algerije | Estadio de Mongomo, Mongomo Toeschouwers: 12.387 Scheidsrechter: Koman Coulibaly (MLI) |
| 23 januari Afrikaans kampioenschap Groep C № «onderlinge duels» 17:00 uur | Asamoah Gyan 90+2' |       |          | Estadio de Mongomo, Mongomo Toeschouwers: 12.387 Scheidsrechter: Koman Coulibaly (MLI) |

|                                                                           |         |                                     |          | |
| 27 januari Afrikaans kampioenschap Groep C № «onderlinge duels» 19:00 uur | Senegal | 0 – 2                               | Algerije | Nuevo Estadio de Malabo, Malabo Toeschouwers: 14.549 Scheidsrechter: Rajindraparsad Seechurn (MRI) |
| 27 januari Afrikaans kampioenschap Groep C № «onderlinge duels» 19:00 uur |         | 11' Riyad Mahrez 82' Nabil Bentaleb |          | Nuevo Estadio de Malabo, Malabo Toeschouwers: 14.549 Scheidsrechter: Rajindraparsad Seechurn (MRI) |

|                                                                               |                                                    |       |                     |                                                                                           |
| 1 februari Afrikaans kampioenschap Kwartfinale № «onderlinge duels» 20:30 uur | Ivoorkust                                          | 3 – 1 | Algerije            | Nuevo Estadio de Malabo, Malabo Toeschouwers: 15.000 Scheidsrechter: Bakary Gassama (GAM) |
| 1 februari Afrikaans kampioenschap Kwartfinale № «onderlinge duels» 20:30 uur | Wilfried Bony 26' Wilfried Bony 68' Gervinho 90+4' |       | 51' El Arbi Soudani | Nuevo Estadio de Malabo, Malabo Toeschouwers: 15.000 Scheidsrechter: Bakary Gassama (GAM) |

|  |  |  |  |  |  |  |  |  |

|                                                           |                   |       |          |                                                                                         |
| 26 maart Vriendschappelijk № «onderlinge duels» 16:00 uur | Qatar             | 1 – 0 | Algerije | Lekhwiya Sports Stadium, Doha Toeschouwers: 6.000 Scheidsrechter: Ravshan Irmatov (UZB) |
| 26 maart Vriendschappelijk № «onderlinge duels» 16:00 uur | Ali Assadalla 32' |       |          | Lekhwiya Sports Stadium, Doha Toeschouwers: 6.000 Scheidsrechter: Ravshan Irmatov (UZB) |

|                                                           |                    |       |                                                                                |                                                                                        |
| 30 maart Vriendschappelijk № «onderlinge duels» 15:00 uur | Oman               | 1 – 4 | Algerije                                                                       | Jassim Bin Hamadstadion, Doha Toeschouwers: 3.000 Scheidsrechter: Vlado Glođović (SRB) |
| 30 maart Vriendschappelijk № «onderlinge duels» 15:00 uur | Ali Al-Busaidi 75' |       | 2' Ishak Belfodil 23' Sofiane Féghouli 60' Ishak Belfodil 61' Sofiane Féghouli | Jassim Bin Hamadstadion, Doha Toeschouwers: 3.000 Scheidsrechter: Vlado Glođović (SRB) |

|                                                                     |                                                                                |       |            |                                                                                         |
| 13 juni Kwalificatie AK 2017 Groep J № «onderlinge duels» 20:30 uur | Algerije                                                                       | 4 – 0 | Seychellen | Stade Mustapha Tchaker, Blida Toeschouwers: 20.000 Scheidsrechter: Mohamed Hamada (MTN) |
| 13 juni Kwalificatie AK 2017 Groep J № «onderlinge duels» 20:30 uur | Islam Slimani 22' El Arbi Soudani 34' El Arbi Soudani 47' Nabil Bentaleb 90+3' |       |            | Stade Mustapha Tchaker, Blida Toeschouwers: 20.000 Scheidsrechter: Mohamed Hamada (MTN) |

|                                                               |                         |       |                                                                            |                                                             |
| 6 september Kwalificatie AK 2017 Groep J № «onderlinge duels» | Lesotho                 | 1 – 3 | Algerije                                                                   | Setsotostadion, Maseru Scheidsrechter: Jackson Pavaza (NAM) |
| 6 september Kwalificatie AK 2017 Groep J № «onderlinge duels» | Ralekoti Mokhahlane 37' |       | 31' Faouzi Ghoulam 85' El Arbi Hillel Soudani 90+1' El Arbi Hillel Soudani | Setsotostadion, Maseru Scheidsrechter: Jackson Pavaza (NAM) |

|                                                  |                  |       |                                           |                                                                                              |
| 9 oktober Vriendschappelijk № «onderlinge duels» | Algerije         | 1 – 2 | Guinee                                    | Stade du 5 Juillet 1962, Algiers Toeschouwers: 30.000 Scheidsrechter: Mohamed Al Fadil (SUD) |
| 9 oktober Vriendschappelijk № «onderlinge duels» | Islam Slimani 2' |       | 16' Ibrahim Bangoura 39' Ibrahim Bangoura | Stade du 5 Juillet 1962, Algiers Toeschouwers: 30.000 Scheidsrechter: Mohamed Al Fadil (SUD) |

|                                                   |                    |       |         |                                                                       |
| 13 oktober Vriendschappelijk № «onderlinge duels» | Algerije           | 1 – 0 | Senegal | Stade du 5 Juillet 1962, Algiers Scheidsrechter: Ibrahim Mamane (NIG) |
| 13 oktober Vriendschappelijk № «onderlinge duels» | Yacine Brahimi 81' |       |         | Stade du 5 Juillet 1962, Algiers Scheidsrechter: Ibrahim Mamane (NIG) |

|                                                                    |                                     |       |                                     |                                                                        |
| 14 november Kwalificatie WK 2018 Tweede ronde № «onderlinge duels» | Tanzania                            | 2 – 2 | Algerije                            | Nationaal stadion, Dar es Salaam Scheidsrechter: Mahamadou Keita (MLI) |
| 14 november Kwalificatie WK 2018 Tweede ronde № «onderlinge duels» | Elias Maguri 43' Mbwana Samatta 55' |       | 72' Islam Slimani 75' Islam Slimani | Nationaal stadion, Dar es Salaam Scheidsrechter: Mahamadou Keita (MLI) |

### 2016
|                                                                      | |       |                    |                                                                   |
| 25 maart Kwalificatie AK 2017 Groep J № «onderlinge duels» 19:30 uur | Algerije | 7 – 1 | Ethiopië           | Mustapha Tchakerstadion, Blida Scheidsrechter: Victor Gomes (RSA) |
| 25 maart Kwalificatie AK 2017 Groep J № «onderlinge duels» 19:30 uur | Sofiane Féghouli 24' Islam Slimani 32' Sofiane Féghouli 48' Yacine Brahimi 73' Saphir Taïder 75' Rachid Ghezzal 81' Islam Slimani 90' |       | 85' Getaneh Kebede | Mustapha Tchakerstadion, Blida Scheidsrechter: Victor Gomes (RSA) |

|                                                                      |                                                        |       |                                                             |                                                                     |
| 29 maart Kwalificatie AK 2017 Groep J № «onderlinge duels» 16:00 uur | Ethiopië                                               | 3 – 3 | Algerije                                                    | Addis Abebastadion, Addis Abeba Scheidsrechter: Davies Omweno (KEN) |
| 29 maart Kwalificatie AK 2017 Groep J № «onderlinge duels» 16:00 uur | Getaneh Kebede 29' Getaneh Kebede 49' Dawit Fekadu 64' |       | 41' Islam Slimani 62' Aïssa Mandi 85' (pen.) Faouzi Ghoulam | Addis Abebastadion, Addis Abeba Scheidsrechter: Davies Omweno (KEN) |

|                                                                    |            |                                        |          |                                                               |
| 2 juni Kwalificatie AK 2017 Groep J № «onderlinge duels» 17:00 uur | Seychellen | 0 – 2                                  | Algerije | Stade Linité, Victoria Scheidsrechter: Mohamed El Fadil (SUD) |
| 2 juni Kwalificatie AK 2017 Groep J № «onderlinge duels» 17:00 uur |            | 41' Yassine Benzia 62' El Arbi Soudani |          | Stade Linité, Victoria Scheidsrechter: Mohamed El Fadil (SUD) |

|                                                                         | |       |         |                                |
| 4 september Kwalificatie AK 2017 Groep J № «onderlinge duels» 20:30 uur | Algerije | 6 – 0 | Lesotho | Mustapha Tchakerstadion, Blida |
| 4 september Kwalificatie AK 2017 Groep J № «onderlinge duels» 20:30 uur | El Arbi Soudani 8' Riyad Mahrez 18' Saphir Taïder 24' El Arbi Soudani 40' Ryad Boudebouz 45+2' Riyad Mahrez 42' |       |         | Mustapha Tchakerstadion, Blida |

|                                                                       |                    |       |                        |                                                                     |
| 9 oktober Kwalificatie WK 2018 Groep B № «onderlinge duels» 20:30 uur | Algerije           | 1 – 1 | Kameroen               | Mustapha Tchakerstadion, Blida Scheidsrechter: Daniel Bennett (RSA) |
| 9 oktober Kwalificatie WK 2018 Groep B № «onderlinge duels» 20:30 uur | El Arbi Soudani 7' |       | 24' Benjamin Moukandjo | Mustapha Tchakerstadion, Blida Scheidsrechter: Daniel Bennett (RSA) |

|                                                                         |                                                      |       |                    |                                                            |
| 12 november Kwalificatie WK 2018 Groep B № «onderlinge duels» 16:00 uur | Nigeria                                              | 3 – 1 | Algerije           | Akwa Ibomstadion, Uyo Scheidsrechter: Bakary Gassama (GAM) |
| 12 november Kwalificatie WK 2018 Groep B № «onderlinge duels» 16:00 uur | Victor Moses 25' John Obi Mikel 42' Victor Moses 90' |       | 67' Nabil Bentaleb | Akwa Ibomstadion, Uyo Scheidsrechter: Bakary Gassama (GAM) |

### 2017
| Afrikaans kampioenschap |
| ----------------------- |

|                                                                         |                                   |       |                                                   |                                                                               |
| 15 januari Afrikaans kampioenschap Groep B «onderlinge duels» 17:00 uur | Algerije                          | 2 – 2 | Zimbabwe                                          | Stade de Franceville, Franceville Scheidsrechter: Bamlak Tessema Weyesa (ETH) |
| 15 januari Afrikaans kampioenschap Groep B «onderlinge duels» 17:00 uur | Riyad Mahrez 12' Riyad Mahrez 82' |       | 17' Kudakwashe Mahachi 29' (pen.) Nyasha Mushekwi | Stade de Franceville, Franceville Scheidsrechter: Bamlak Tessema Weyesa (ETH) |

|                                                                         |                   |       |                                              |                                                                         |
| 19 januari Afrikaans kampioenschap Groep B «onderlinge duels» 17:00 uur | Algerije          | 1 – 2 | Tunesië                                      | Stade de Franceville, Franceville Scheidsrechter: Bernard Camille (SEY) |
| 19 januari Afrikaans kampioenschap Groep B «onderlinge duels» 17:00 uur | Sofiane Hanni 90' |       | 50' (e.d.) Aïssa Mandi 66' (pen.) Naïm Sliti | Stade de Franceville, Franceville Scheidsrechter: Bernard Camille (SEY) |

|                                                                         |                                   |       |                                     |                                                                      |
| 23 januari Afrikaans kampioenschap Groep B «onderlinge duels» 20:00 uur | Senegal                           | 2 – 2 | Algerije                            | Stade de Franceville, Franceville Scheidsrechter: Joshua Bondo (BOT) |
| 23 januari Afrikaans kampioenschap Groep B «onderlinge duels» 20:00 uur | Papakouli Diop 44' Moussa Sow 53' |       | 10' Islam Slimani 52' Islam Slimani | Stade de Franceville, Franceville Scheidsrechter: Joshua Bondo (BOT) |

|  |  |  |  |  |  |  |  |  |

|                                                       |                                       |       |                      |                                                                                         |
| 6 juni Vriendschappelijk «onderlinge duels» 22:00 uur | Algerije                              | 2 – 1 | Guinee               | Stade Mustapha Tchaker, Blida Toeschouwers: 10.000 Scheidsrechter: Slim Belkhouas (TUN) |
| 6 juni Vriendschappelijk «onderlinge duels» 22:00 uur | Sofiane Hanni 38' El Arbi Soudani 79' |       | 59' Aboubacar Camara | Stade Mustapha Tchaker, Blida Toeschouwers: 10.000 Scheidsrechter: Slim Belkhouas (TUN) |

|                                                                  |                   |       |      |                                                                  |
| 9 juni Kwalificatie AK 2019 Groep D «onderlinge duels» 22:00 uur | Algerije          | 1 – 0 | Togo | Stade Mustapha Tchaker, Blida Scheidsrechter: Joshua Bondo (BOT) |
| 9 juni Kwalificatie AK 2019 Groep D «onderlinge duels» 22:00 uur | Sofiane Hanni 22' |       |      | Stade Mustapha Tchaker, Blida Scheidsrechter: Joshua Bondo (BOT) |

|                                                                 |                     |       |                                                |                                                                                               |
| 12 augustus Kwalificatie CHAN 2018 «onderlinge duels» 20:45 uur | Algerije            | 1 – 2 | Libië                                          | Mohamed Hamlaouistadion, Constantine Toeschouwers: 13.000 Scheidsrechter: Samir Guezzaz (MAR) |
| 12 augustus Kwalificatie CHAN 2018 «onderlinge duels» 20:45 uur | Oussama Darfalou 1' |       | 5' (e.d.) Chamseddine Rahmani 49' Muaid Ellafi | Mohamed Hamlaouistadion, Constantine Toeschouwers: 13.000 Scheidsrechter: Samir Guezzaz (MAR) |

|                                                                 |                  |       |                      |                                                                 |
| 18 augustus Kwalificatie CHAN 2018 «onderlinge duels» 19:00 uur | Libië            | 1 – 1 | Algerije             | Stade Taïeb Mhiri, Sfax Scheidsrechter: Amin Mohamed Omar (EGY) |
| 18 augustus Kwalificatie CHAN 2018 «onderlinge duels» 19:00 uur | Muaid Ellafi 45' |       | 23' Sofiane Bendebka | Stade Taïeb Mhiri, Sfax Scheidsrechter: Amin Mohamed Omar (EGY) |

|                                                                       |                                                |       |                    |                                                                            |
| 28 augustus Kwalificatie WK 2018 Groep B «onderlinge duels» 15:00 uur | Zambia                                         | 3 – 1 | Algerije           | Nationaal stadion, Lusaka Scheidsrechter: Hélder Martins de Carvalho (ANG) |
| 28 augustus Kwalificatie WK 2018 Groep B «onderlinge duels» 15:00 uur | Brian Mwila 6' Brian Mwila 32' Enoch Mwepu 88' |       | 53' Yacine Brahimi | Nationaal stadion, Lusaka Scheidsrechter: Hélder Martins de Carvalho (ANG) |

|                                                                         |                           |       |              |                                                                                                  |
| 10 november Kwalificatie WK 2018 Groep B № «onderlinge duels» 20:30 uur | Algerije                  | 1 – 1 | Nigeria      | Stade Chahid Hamlaoui, Constantine Toeschouwers: 30.000 Scheidsrechter: Eric Otogo-Castane (GAB) |
| 10 november Kwalificatie WK 2018 Groep B № «onderlinge duels» 20:30 uur | Yacine Brahimi 88' (pen.) |       | 63' John Ogu | Stade Chahid Hamlaoui, Constantine Toeschouwers: 30.000 Scheidsrechter: Eric Otogo-Castane (GAB) |

### 2018
|                                                           |                                                                                         |       |                   |                                                                                               |
| 22 maart Vriendschappelijk № «onderlinge duels» 19:00 uur | Algerije                                                                                | 4 – 1 | Tanzania          | Stadion van 5 juli 1962, Algiers Toeschouwers: 25.000 Scheidsrechter: Ahmed Al-Ghandour (EGY) |
| 22 maart Vriendschappelijk № «onderlinge duels» 19:00 uur | Baghdad Bounedjah 12' Shomari Kapombe 44' (e.d.) Carl Medjani 53' Baghdad Bounedjah 80' |       | 20' Shiza Kichuya | Stadion van 5 juli 1962, Algiers Toeschouwers: 25.000 Scheidsrechter: Ahmed Al-Ghandour (EGY) |

|                                                           |                                    |       |                   |                                                                                |
| 27 maart Vriendschappelijk № «onderlinge duels» 19:00 uur | Iran                               | 2 – 1 | Algerije          | Merkur Arena, Graz Toeschouwers: 3.000 Scheidsrechter: Julian Weinberger (AUT) |
| 27 maart Vriendschappelijk № «onderlinge duels» 19:00 uur | Sardar Azmoun 11' Mehdi Taremi 19' |       | 56' Farouk Chafaï | Merkur Arena, Graz Toeschouwers: 3.000 Scheidsrechter: Julian Weinberger (AUT) |

|                                                        |                                         |       |          |                                                                                                |
| 9 mei Vriendschappelijk № «onderlinge duels» 20:30 uur | Saoedi-Arabië                           | 2 – 0 | Algerije | Estadio Ramón de Carranza, Cádiz Toeschouwers: 175 Scheidsrechter: Juan Martínez Munuera (ESP) |
| 9 mei Vriendschappelijk № «onderlinge duels» 20:30 uur | Salman Al-Faraj 24' Yahya Al-Shehri 81' |       |          | Estadio Ramón de Carranza, Cádiz Toeschouwers: 175 Scheidsrechter: Juan Martínez Munuera (ESP) |

|                                                         |                                          |       |                                                     |                                                                       |
| 1 juni Vriendschappelijk № «onderlinge duels» 22:15 uur | Algerije                                 | 2 – 3 | Kaapverdië                                          | Stadion van 5 juli 1962, Algiers Scheidsrechter: Mohamed Marouf (EGY) |
| 1 juni Vriendschappelijk № «onderlinge duels» 22:15 uur | Ramy Bensebaini 4' Baghdad Bounedjah 29' |       | 14' Ricardo Gomes 67' Ryan Mendes 71' Júlio Tavares | Stadion van 5 juli 1962, Algiers Scheidsrechter: Mohamed Marouf (EGY) |

|                                                         |                                                           |       |          |                                                                                  |
| 7 juni Vriendschappelijk № «onderlinge duels» 20:15 uur | Portugal                                                  | 3 – 0 | Algerije | Estádio da Luz, Lissabon Toeschouwers: 53.014 Scheidsrechter: Craig Pawson (ENG) |
| 7 juni Vriendschappelijk № «onderlinge duels» 20:15 uur | Gonçalo Guedes 17' Bruno Fernandes 37' Gonçalo Guedes 55' |       |          | Estádio da Luz, Lissabon Toeschouwers: 53.014 Scheidsrechter: Craig Pawson (ENG) |

|                                                                         |                  |       |                      |                                                                    |
| 8 september Kwalificatie AK 2019 Groep D № «onderlinge duels» 16:30 uur | Gambia           | 1 – 1 | Algerije             | Independence Stadium, Bakau Scheidsrechter: Yossuef Essrayri (TUN) |
| 8 september Kwalificatie AK 2019 Groep D № «onderlinge duels» 16:30 uur | Assan Ceesay 49' |       | Baghdad Bounedjah 4' | Independence Stadium, Bakau Scheidsrechter: Yossuef Essrayri (TUN) |

|                                                                        |                                           |       |       |                                                                        |
| 12 oktober Kwalificatie AK 2019 Groep D № «onderlinge duels» 20:45 uur | Algerije                                  | 2 – 0 | Benin | Mustapha Tchakerstadion, Blida Scheidsrechter: Sékoy Ahmed Touré (GUI) |
| 12 oktober Kwalificatie AK 2019 Groep D № «onderlinge duels» 20:45 uur | Rami Bensebaini 20' Baghdad Bounedjah 73' |       |       | Mustapha Tchakerstadion, Blida Scheidsrechter: Sékoy Ahmed Touré (GUI) |

|                                                                        |                     |       |          |                                                                 |
| 16 oktober Kwalificatie AK 2019 Groep D № «onderlinge duels» 16:05 uur | Benin               | 1 – 0 | Algerije | Stade de l'Amitié, Cotonou Scheidsrechter: Jackson Pavaza (NAM) |
| 16 oktober Kwalificatie AK 2019 Groep D № «onderlinge duels» 16:05 uur | Sessi D'Almeida 16' |       |          | Stade de l'Amitié, Cotonou Scheidsrechter: Jackson Pavaza (NAM) |

|                                                                     |                       |       |                                                               |                                                           |
| 18 november Kwalificatie AK 2019 Groep D № «onderlinge duels» 16:00 | Togo                  | 1 – 4 | Algerije                                                      | Stade Municipal, Lomé Scheidsrechter: Davies Omweno (KEN) |
| 18 november Kwalificatie AK 2019 Groep D № «onderlinge duels» 16:00 | Kodjo Fo-Doh Laba 55' |       | Riyad Mahrez 13', 30' Youcef Atal 28' Baghdad Bounedjan 90+2' | Stade Municipal, Lomé Scheidsrechter: Davies Omweno (KEN) |

### 2019
|                                                                      |                 |       |                     |                                                                                      |
| 22 maart Kwalificatie AK 2019 Groep D № «onderlinge duels» 20:45 uur | Algerije        | 1 – 1 | Gambia              | Mustapha Tchakerstadion, Blida Toeschouwers: 1,030 Scheidsrechter: Sidi Alioum (CMR) |
| 22 maart Kwalificatie AK 2019 Groep D № «onderlinge duels» 20:45 uur | Mehdi Abeid 42' |       | Mamadou Danso 90+2' | Mustapha Tchakerstadion, Blida Toeschouwers: 1,030 Scheidsrechter: Sidi Alioum (CMR) |

|                                                           |                       |       |         |                                                                                         |
| 26 maart Vriendschappelijk № «onderlinge duels» 20:45 uur | Algerije              | 1 – 0 | Tunesië | Mustapha Tchakerstadion, Blida Toeschouwers: 15.000 Scheidsrechter: Samir Guezaaz (MAR) |
| 26 maart Vriendschappelijk № «onderlinge duels» 20:45 uur | Baghdad Bounedjah 70' |       |         | Mustapha Tchakerstadion, Blida Toeschouwers: 15.000 Scheidsrechter: Samir Guezaaz (MAR) |

|                                                          |                       |       |                        |                                                                                            |
| 11 juni Vriendschappelijk № «onderlinge duels» 21:00 uur | Algerije              | 1 – 1 | Burundi                | Jassim Bin Hamadstadion, Doha Toeschouwers: 2,000 Scheidsrechter: Ali Mahmoud Shaban (KUW) |
| 11 juni Vriendschappelijk № «onderlinge duels» 21:00 uur | Baghdad Bounedjan 66' |       | Fiston Abdul Razak 75' | Jassim Bin Hamadstadion, Doha Toeschouwers: 2,000 Scheidsrechter: Ali Mahmoud Shaban (KUW) |

|                                                          |                                                          |       |                                     |                                                                                   |
| 16 juni Vriendschappelijk № «onderlinge duels» 21:00 uur | Algerije                                                 | 3 – 2 | Mali                                | Jassim Bin Hamadstadion, Doha Toeschouwers: 0 Scheidsrechter: Mohamed Al Yaâqoubi |
| 16 juni Vriendschappelijk № «onderlinge duels» 21:00 uur | Baghdad Bounedjah 40' Youcef Belaïli 70' Andy Delort 80' |       | Abdoulay Diaby 19' Falaye Sacko 68' | Jassim Bin Hamadstadion, Doha Toeschouwers: 0 Scheidsrechter: Mohamed Al Yaâqoubi |

| Afrikaans kampioenschap 2019 |
| ---------------------------- |

|                                                                             |                                        |       |       |                                                                                  |
| 23 juni Afrikaans Kampioenschap 2019 Groep C № «onderlinge duels» 22:00 uur | Algerije                               | 2 – 0 | Kenia | 30 Juni Stadion, Caïro Toeschouwers: 8.071 Scheidsrechter: Mahamadou Keita (MLI) |
| 23 juni Afrikaans Kampioenschap 2019 Groep C № «onderlinge duels» 22:00 uur | Baghdad Bounedjah 34' Riyad Mahrez 43' |       |       | 30 Juni Stadion, Caïro Toeschouwers: 8.071 Scheidsrechter: Mahamadou Keita (MLI) |

|                                                                             |         |                     |          |                                                                                 |
| 27 juni Afrikaans Kampioenschap 2019 Groep C № «onderlinge duels» 19:00 uur | Senegal | 0 – 1               | Algerije | 30 Juni Stadion, Caïro Toeschouwers: 14.765 Scheidsrechter: Janny Sikazwe (ZAM) |
| 27 juni Afrikaans Kampioenschap 2019 Groep C № «onderlinge duels» 19:00 uur |         | Mohamed Belaïli 49' |          | 30 Juni Stadion, Caïro Toeschouwers: 14.765 Scheidsrechter: Janny Sikazwe (ZAM) |

|                                                                            |          |                                         |          |                                                                                         |
| 1 juli Afrikaans Kampioenschap 2019 Groep C № «onderlinge duels» 21:00 uur | Tanzania | 0 – 3                                   | Algerije | Al-Salamstadion, Caïro Toeschouwers: 8.921 Scheidsrechter: Andofethra Rakotojaona (MAD) |
| 1 juli Afrikaans Kampioenschap 2019 Groep C № «onderlinge duels» 21:00 uur |          | Islam Slimani 34' Adam Ounas 39', 45+1' |          | Al-Salamstadion, Caïro Toeschouwers: 8.921 Scheidsrechter: Andofethra Rakotojaona (MAD) |

|                                                                           |                                                    |       |        |                                                                                  |
| 7 juli Afrikaans Kampioenschap 1/8e Finale № «onderlinge duels» 21:00 uur | Algerije                                           | 3 – 0 | Guinee | 30 Juni Stadion, Caïro Toeschouwers: 8.205 Scheidsrechter: Bernard Camille (SEY) |
| 7 juli Afrikaans Kampioenschap 1/8e Finale № «onderlinge duels» 21:00 uur | Youcef Belaïli 24' Riyad Mahrez 57' Adam Ounas 82' |       |        | 30 Juni Stadion, Caïro Toeschouwers: 8.205 Scheidsrechter: Bernard Camille (SEY) |

|                                                                                 |                                                                |       |                                                                     |                                                                                   |
| 11 juli Afrikaans Kampioenschap 2019 Kwartfinale № «onderlinge duels» 18:00 uur | Ivoorkust                                                      | 1 – 1 | Algerije                                                            | Suezstadion, Suez Toeschouwers: 8.233 Scheidsrechter: Bamlak Tessema Weyesa (ETH) |
| 11 juli Afrikaans Kampioenschap 2019 Kwartfinale № «onderlinge duels» 18:00 uur | Jonathan Kodjia 62'                                            |       | Sofiane Feghouli 20'                                                | Suezstadion, Suez Toeschouwers: 8.233 Scheidsrechter: Bamlak Tessema Weyesa (ETH) |
| 11 juli Afrikaans Kampioenschap 2019 Kwartfinale № «onderlinge duels» 18:00 uur | Strafschoppen                                                  |       |                                                                     | Suezstadion, Suez Toeschouwers: 8.233 Scheidsrechter: Bamlak Tessema Weyesa (ETH) |
| 11 juli Afrikaans Kampioenschap 2019 Kwartfinale № «onderlinge duels» 18:00 uur | Franck Kessié Maxwel Cornet Wilfried Bony Max Gradel Serey Dié | 3 – 4 | Ramy Bensebaini Islam Slimani Andy Delort Adam Ounas Youcef Belaïli | Suezstadion, Suez Toeschouwers: 8.233 Scheidsrechter: Bamlak Tessema Weyesa (ETH) |

|                                                                                 |                                           |       |                  |                                                                                |
| 14 juli Afrikaans Kampioenschap 2019 Halvefinale № «onderlinge duels» 21:00 uur | Algerije                                  | 2 – 1 | Nigeria          | Cairo Stadium, Caïro Toeschouwers: 49.775 Scheidsrechter: Bakary Gassama (GAM) |
| 14 juli Afrikaans Kampioenschap 2019 Halvefinale № «onderlinge duels» 21:00 uur | William Troost-Ekong 40' Riyad Mahrez 72' |       | Odion Ighalo 72' | Cairo Stadium, Caïro Toeschouwers: 49.775 Scheidsrechter: Bakary Gassama (GAM) |

|                                                             |                                             |       |          |                                                                           |
| 15 oktober Vriendschappelijk № «onderlinge duels» 20:00 uur | Algerije                                    | 3 – 0 | Colombia | Stade Pierre-Mauroy, Villeneuve-d'Ascq Scheidsrechter: Ruddy Buquet (FRA) |
| 15 oktober Vriendschappelijk № «onderlinge duels» 20:00 uur | Baghdad Bounedjah 15' Riyad Mahrez 20', 65' |       |          | Stade Pierre-Mauroy, Villeneuve-d'Ascq Scheidsrechter: Ruddy Buquet (FRA) |

FAF · A-internationals · Bondscoaches · Statistieken · Selecties · Algerijns vrouwenelftal · Olympisch elftal · Algerije U21 · Algerije U20 · Algerije U19 · Algerije U18 · Algerije U17
1957 – 1969 · 
1970 – 1979 · 
1980 – 1989 · 
1990 – 1999 · 
2000 – 2009 · 
2010 – 2019 ·
2020 − 2029
WK 1982 · 
WK 1986 · 
WK 2010 · 
WK 2014
OS 1980 · 
OS 2016
1957 · 
1958 · 
1959 ·
1960 · 
1961 · 
1962 · 
1963 · 
1964 · 
1965 · 
1966 · 
1967 · 
1968 · 
1969 ·
1970 · 
1971 · 
1972 · 
1973 · 
1974 · 
1975 · 
1976 · 
1977 · 
1978 · 
1979 ·
1980 · 
1981 · 
1982 · 
1983 · 
1984 · 
1985 · 
1986 · 
1987 · 
1988 · 
1989 · 
1990 · 
1991 · 
1992 · 
1993 · 
1994 · 
1995 · 
1996 · 
1997 · 
1998 · 
1999 · 
2000 · 
2001 · 
2002 · 
2003 · 
2004 · 
2005 · 
2006 · 
2007 · 
2008 · 
2009 · 
2010 · 
2011 ·
2012 ·
2013 ·
2014 ·
2015 ·
2016 ·
2017 ·
2018 ·
2019 ·
2020 ·
2021 ·
2022 ·
2023 ·
2024
Albanië ·
Angola ·
Argentinië ·
Armenië ·
Bahrein ·
Bangladesh ·
België ·
Benin ·
Bolivia ·
Bosnië en Herzegovina ·
Botswana ·
Brazilië ·
Bulgarije ·
Burkina Faso ·
Burundi ·
Centraal-Afrikaanse Republiek ·
Chili ·
China ·
Colombia ·
Congo-Brazzaville ·
Congo-Kinshasa ·
Cuba ·
Denemarken ·
Djibouti ·
DDR ·
Duitsland ·
Egypte ·
Engeland ·
Equatoriaal-Guinea ·
Ethiopië ·
Finland ·
Frankrijk ·
Gabon ·
Gambia ·
Ghana ·
Guinee ·
Guinee-Bissau ·
Hongarije ·
Ierland ·
Irak ·
Iran ·
Italië ·
Ivoorkust ·
Joegoslavië ·
Jordanië ·
Kaapverdië ·
Kameroen ·
Kenia ·
Koeweit ·
Lesotho ·
Libanon ·
Liberia ·
Libië ·
Luxemburg ·
Madagaskar ·
Malawi ·
Maleisië ·
Mali ·
Malta ·
Marokko ·
Mauritanië ·
Mexico ·
Mozambique ·
Namibië ·
Nepal ·
Niger ·
Nigeria ·
Noord-Ierland ·
Oeganda ·
Oman ·
Oostenrijk ·
Peru ·
Polen ·
Portugal ·
Qatar ·
Roemenië ·
Rusland ·
Rwanda ·
Saoedi-Arabië ·
Senegal ·
Servië ·
Seychellen ·
Sierra Leone ·
Slovenië ·
Slowakije ·
Soedan ·
Somalië ·
Sovjet-Unie ·
Spanje ·
Syrië ·
Tanzania ·
Togo ·
Tsjaad ·
Tunesië ·
Turkije ·
Uruguay ·
Verenigde Arabische Emiraten ·
Verenigde Staten ·
Zambia ·
Zimbabwe ·
Zuid-Afrika ·
Zuid-Jemen ·
Zuid-Korea ·
Zweden ·
Zwitserland
België (2014) · 
Chili (1982) · 
Duitsland (2014) · 
Engeland (2010) · 
Oostenrijk (1982) ·
Rusland (2014) ·
Senegal (2019, 2) ·
Slovenië (2010) · 
Verenigde Staten (2010) ·
West-Duitsland (1982) · 
Zuid-Korea (2014)
AFC-zone: Afghanistan · Australië · Bahrein · Bangladesh · Bhutan · Brunei · Cambodja · China · Chinees Taipei · Filipijnen · Guam · Hongkong · India · Indonesië · Iran · Irak · Japan · Jemen · Jordanië · Koeweit · Kirgizië · Laos · Libanon · Macau · Maleisië · Maldiven · Mongolië · Myanmar · Nepal · Noord-Korea · Oezbekistan · Oman · Oost-Timor · Pakistan · Palestina · Qatar · Saoedi-Arabië · Singapore · Sri Lanka · Syrië · Tadjikistan · Thailand · Turkmenistan · Verenigde Arabische Emiraten · Vietnam · Zuid-Korea

CAF-zone: Algerije · Angola · Benin · Botswana · Burkina Faso · Burundi · Centraal-Afrikaanse Republiek · Comoren · Congo-Brazzaville · Congo-Kinshasa · Djibouti · Egypte · Equatoriaal-Guinea · Eritrea · Ethiopië · Gabon · Gambia · Ghana · Guinee · Guinee-Bissau · Ivoorkust · Kaapverdië · Kameroen · Kenia · Lesotho · Liberia · Libië · Madagaskar · Malawi · Mali · Mauritanië · Mauritius · Marokko · Mozambique · Namibië · Niger · Nigeria · Oeganda · Rwanda · Sao Tomé en Principe · Senegal · Seychellen · Sierra Leone · Soedan · Somalië · Swaziland · Tanzania · Togo · Tsjaad · Tunesië · Zambia · Zimbabwe · Zuid-Afrika · Zuid-Soedan 

CONCACAF-zone: Amerikaanse Maagdeneilanden · Anguilla · Antigua en Barbuda · Aruba · Bahama's · Barbados · Belize · Bermuda · Britse Maagdeneilanden · Canada · Kaaimaneilanden · Costa Rica · Cuba · Curaçao · Dominica · Dominicaanse Republiek · El Salvador · Frans Guyana · Grenada · Guadeloupe · Guatemala · Guyana · Haïti · Honduras · Jamaica · Martinique · Mexico · Montserrat · 
Nicaragua · Panama · Puerto Rico · Saint Kitts en Nevis · Saint Lucia · Saint Vincent en de Grenadines · Sint Maarten · Suriname · Trinidad en Tobago · Turks- en Caicoseilanden · Verenigde Staten

CONMEBOL-zone: Argentinië · Bolivia · Brazilië · Chili · Colombia · Ecuador · Paraguay · Peru · Uruguay · Venezuela

OFC-zone: Amerikaans-Samoa · Cookeilanden · Fiji · Nieuw-Caledonië · Nieuw-Zeeland · Papoea-Nieuw-Guinea · Samoa · Salomoneilanden · Tahiti · Tonga · Vanuatu

UEFA-zone: Albanië · Andorra · Armenië · Azerbeidzjan · België · Bosnië en Herzegovina · Bulgarije · Cyprus · Denemarken · Duitsland · Engeland · Estland · Faeröer · Finland · Frankrijk · Georgië · Gibraltar · Griekenland · Hongarije · IJsland · Ierland · Israël · Italië · Kazachstan · Kosovo · Kroatië · Letland · Liechtenstein · Litouwen · Luxemburg · Macedonië · Malta · Moldavië · Montenegro · Nederland · Noord-Ierland · Noorwegen · Oekraïne · Oostenrijk · Polen · Portugal · Roemenië · Rusland · San Marino · Schotland · Servië · Slovenië · Slowakije · Spanje · Tsjechië · Turkije · Wales · Wit-Rusland · Zweden · Zwitserland